# Estofado

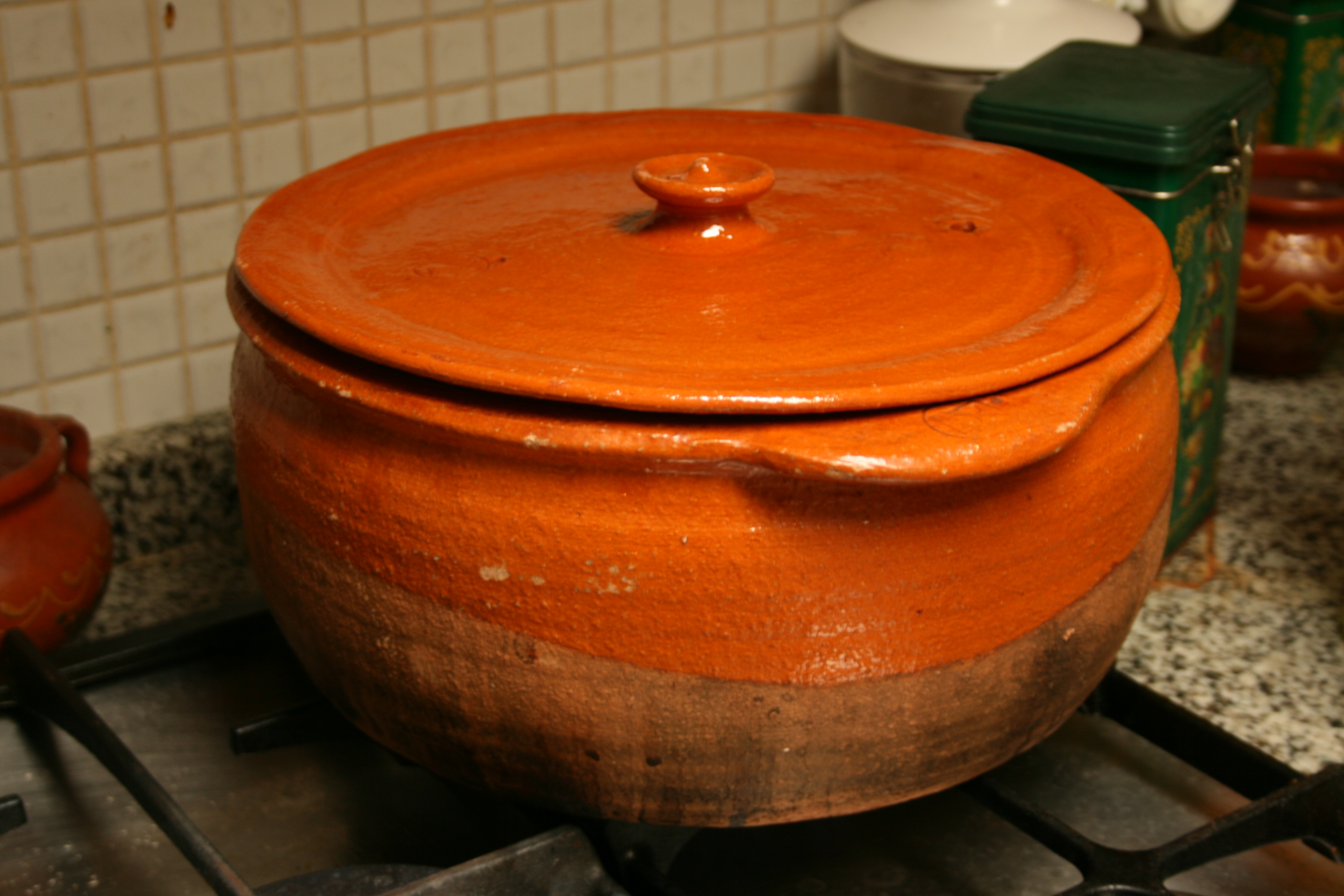
Olla tapada: elaboración de estofado.

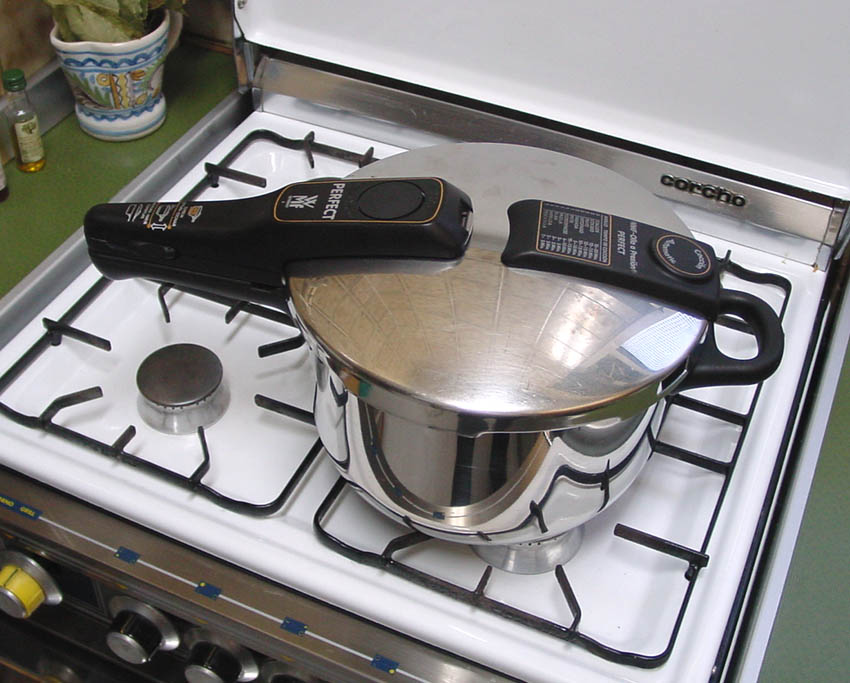
La cocción en una olla a presión es ya una preparación en estofado, por definición.

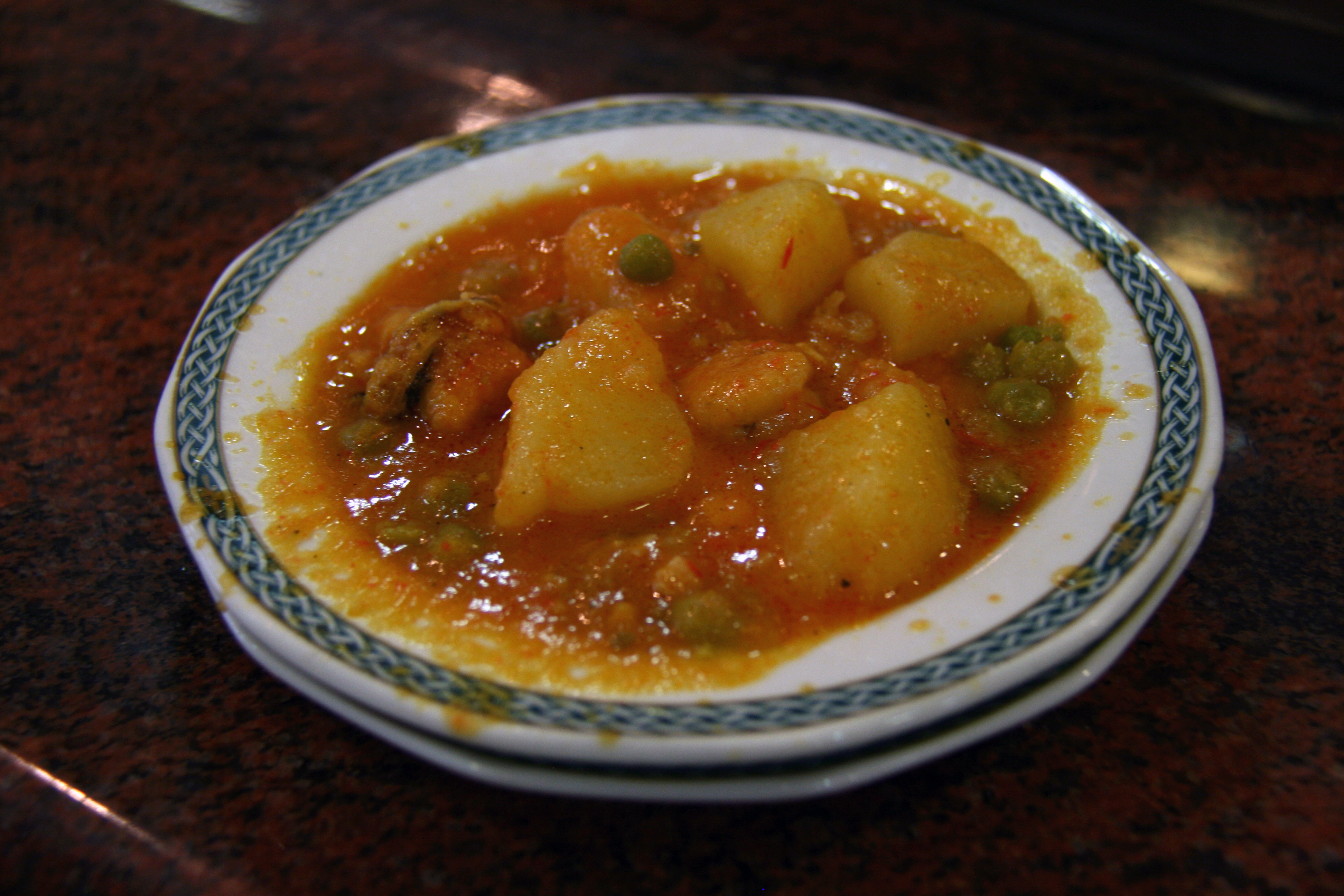
Plato de estofado de carne con papas. España.

Un estofado (sudado en algunas partes de Latinoamérica) es un proceso culinario de cocción de un alimento, el cual es sometido a fuego lento en un recipiente cerrado. El guiso realizado mediante esta técnica culinaria evita la evaporación manteniendo gran parte de los jugos iniciales y reteniendo de esta forma los sabores y aromas de los alimentos cocinados. Se trata de una forma ideal de cocinar cuando el objeto final es el de obtener una sopa o un caldo. El volumen de líquido inicial en los estofados es mucho menor que en los cocidos (cocinados en recipiente abierto). Este método suele confundirse con el braseado y posee diferencias fundamentales. El braseado necesita de una preparación previa (por ejemplo: un marinado, o un marcado) antes de ser estofado.

## Etimología
Para comprender la técnica del estofado sirve mostrar la etimología de la palabra que proviene del francés étouffée, y que, a su vez, proviene de étouffer (asfixiar): cuire à l'étouffé. Es por esta razón por la que el estofado se hace cerrado, ollas con tapa. Es decir ahogado o sin airear. El diccionario de la Real Academia Española menciona por el contrario que el origen de la denominación es el de stufar (calentar como en estufa). Otros sinónimos son comunes en América Latina, por ejemplo el nombre coloquial que se le da a esta técnica culinaria en Colombia es «sudado»; así es común escuchar «papa sudada» o «carne sudada».

## Características

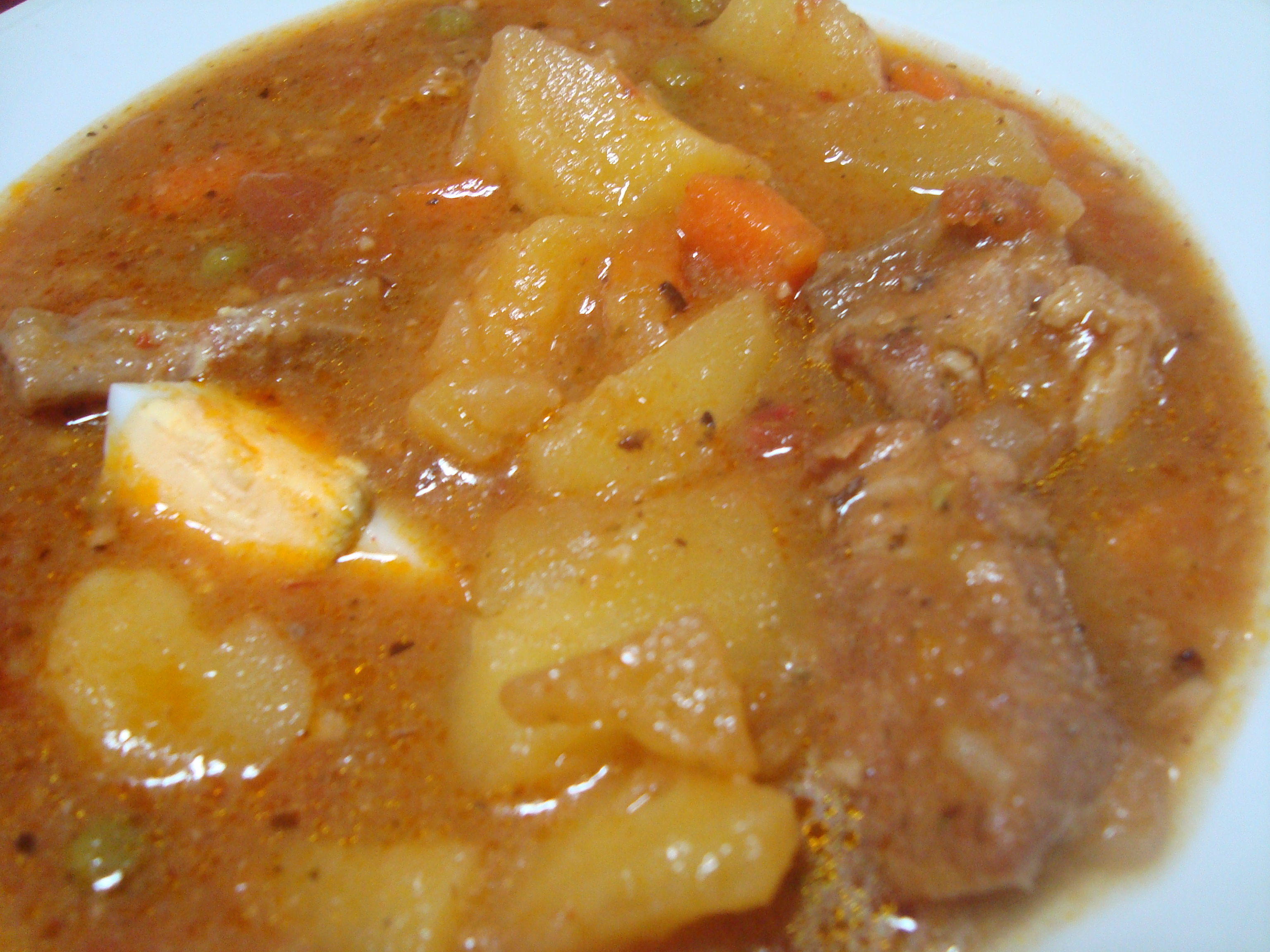
Plato de estofado de caldero con carne y patatas o papas (Comunidad Valenciana).

La característica principal de esta técnica culinaria es cocinar un alimento en un entorno cerrado con el objeto de evitar la pérdida de líquidos por evaporación. Esta técnica hace que el medio vaporoso haga un reflujo de tal forma que se transmitan los sabores mediante la difusión del mismo. Tradicionalmente, el estofado se ha realizado con los ingredientes puestos inicialmente en crudo. El braseado se realiza cuando, en algunos casos, se somete a los ingredientes a una cocción previa. En otros casos la carne se suele dorar antes mediante fritura para que las piezas queden selladas. Esta operación previa incrementa el sabor (debido a la reacción de Maillard). El arte del estofado consiste en la elección adecuada de los ingredientes que acompañan a la pieza principal, así como del tiempo que llevará el proceso. En algunas ocasiones, para ralentizar lo más posible la cocción se emplean ollas de cocción lenta.
Los alimentos estofados suelen llevar algún elemento para que el caldo tenga ligazón. Por regla general se trata de alimentos con fécula, como pueden ser las patatas, el arroz o algunas legumbres. En algunos casos verduras especiales como la ocra. Es el caso de los gumbos. La salsa suele dar una textura especial. Los alimentos estofados son mayoritariamente carnes de vacuno condimentadas con aceite y aderezadas con vino (o vinagre en algunos casos) y hortalizas varias, entre las que destacan patatas, ajos, cebollas y varias especias; puesto todo en crudo en una olla tapada para que se cocinen a fuego lento sin que pierda vapor ni aroma de todos los ingredientes. La inclusión de ingredientes con alcohol acelera el proceso de dispersión de sabores dentro de los estofados. El contenido principal del estofado es carne, vaca o buey. Se suelen estofar también las legumbres.

## Lista de estofados

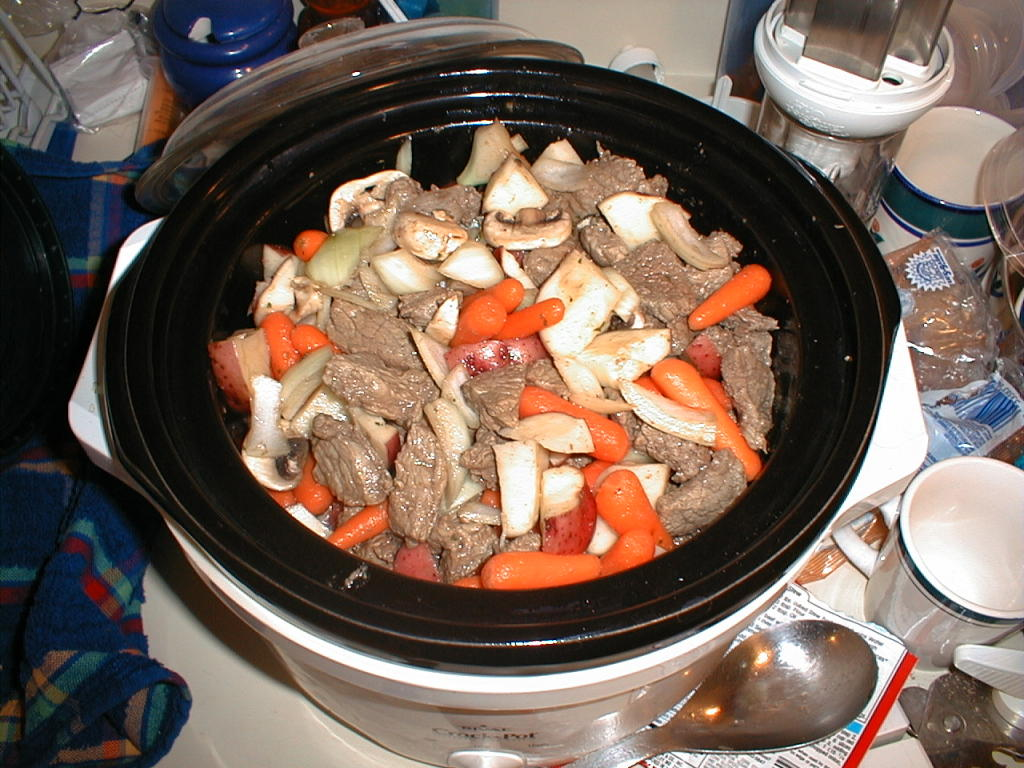
Estofado de carne de res. Texas, EE. UU.

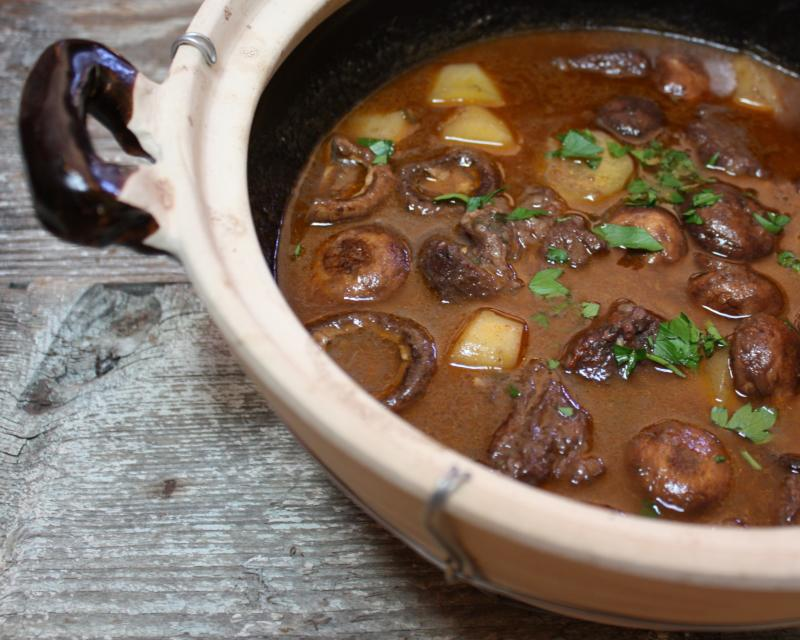
Estofado de carne con papas y champiñones.

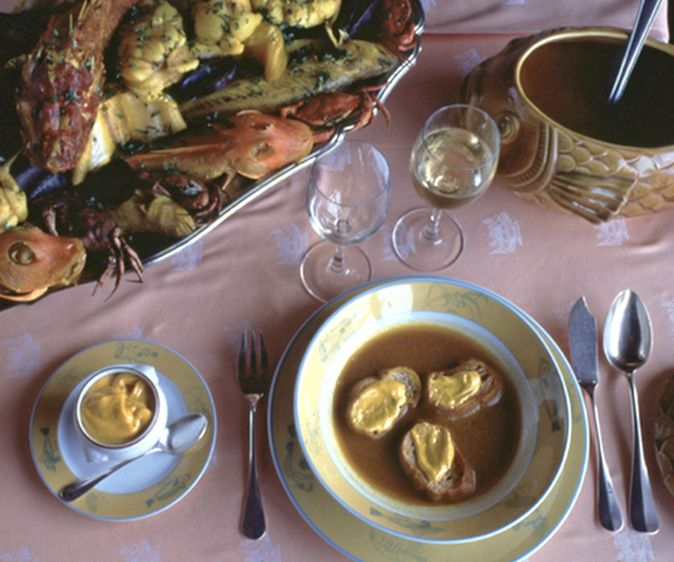
Una bullabesa tradicional de Marsella, con el pescado servido por separado de la sopa.

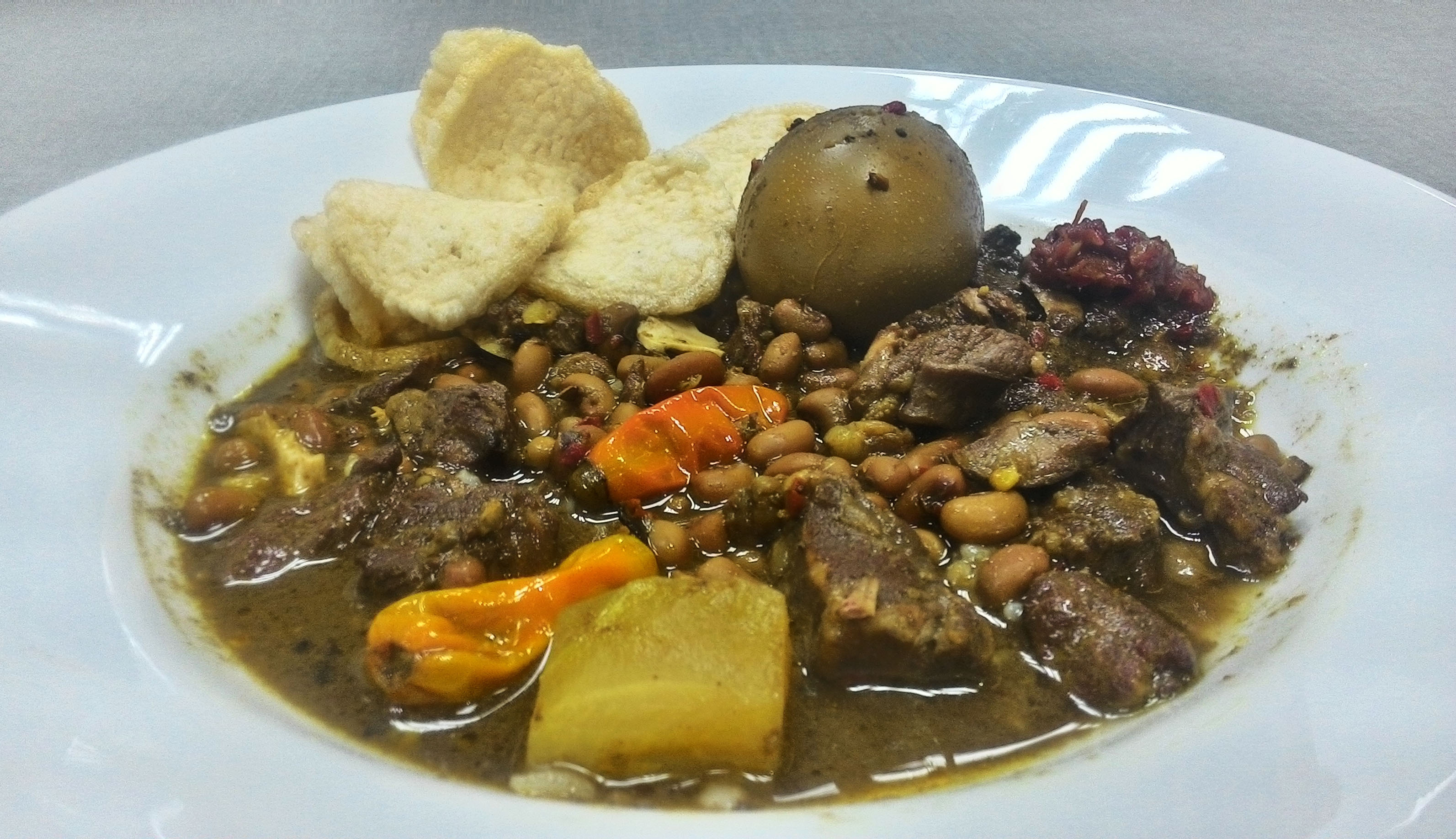
Brongkos, guiso javanés.

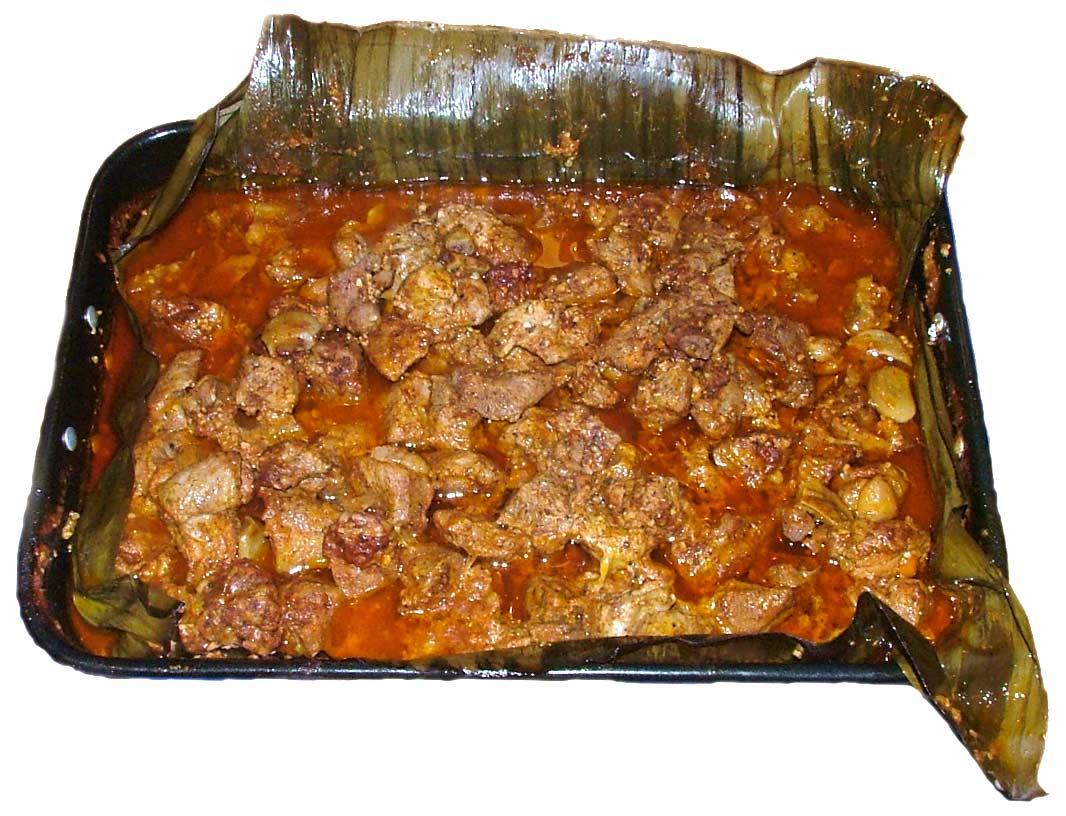
Cochinita pibil, enfriando en la sartén después de la cocción. México.

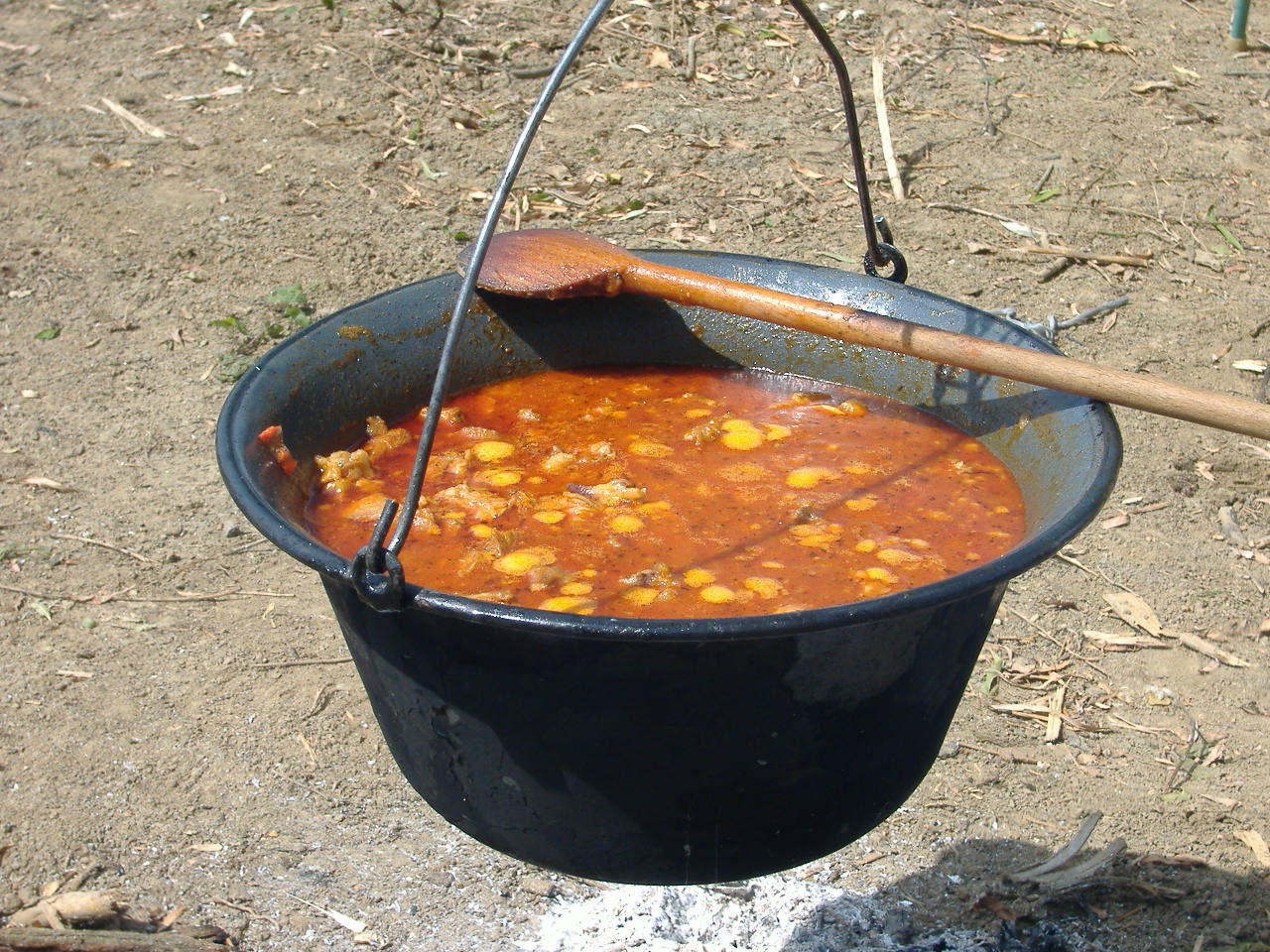
Goulash en un "bogrács" tradicional. Hungría.

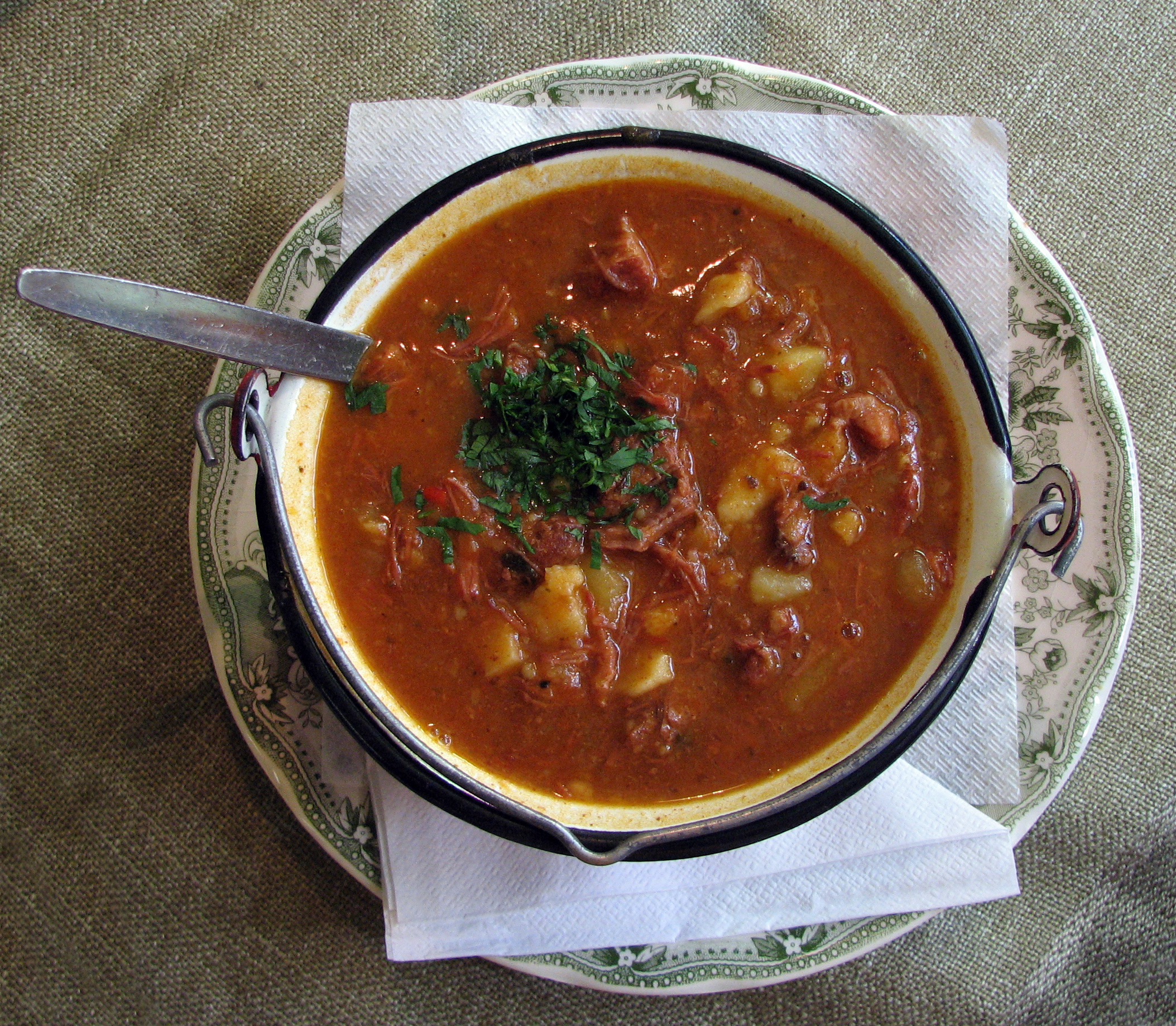
Un goulash húngaro.

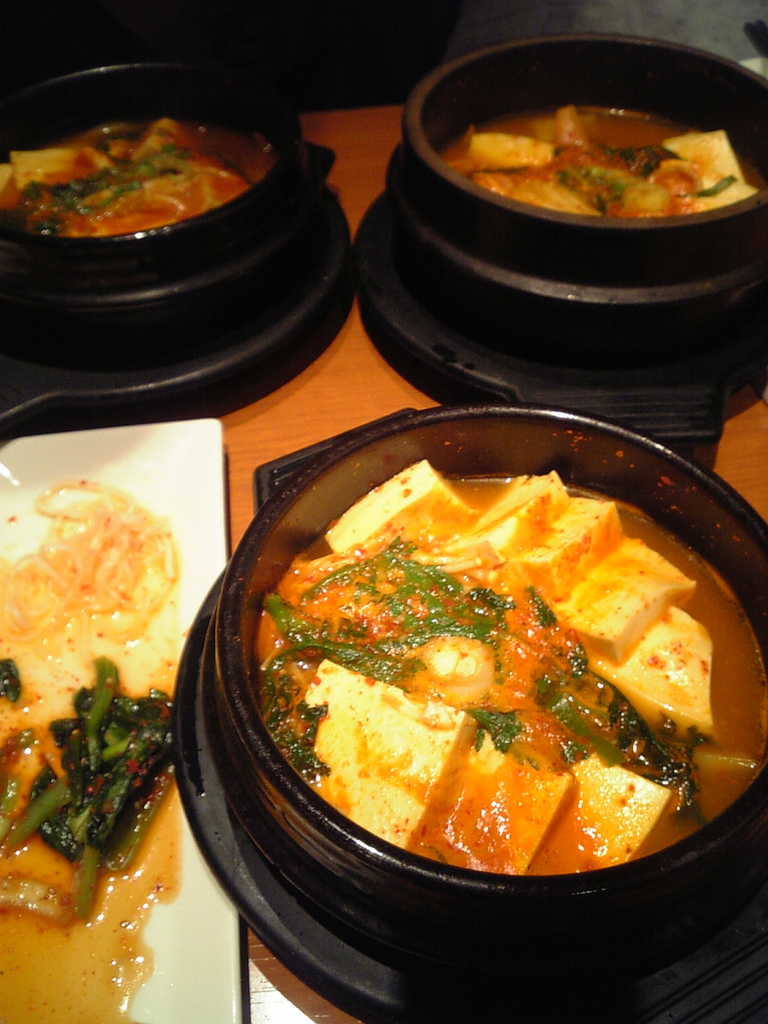
Dubu jjigae (guiso coreano de tofu)

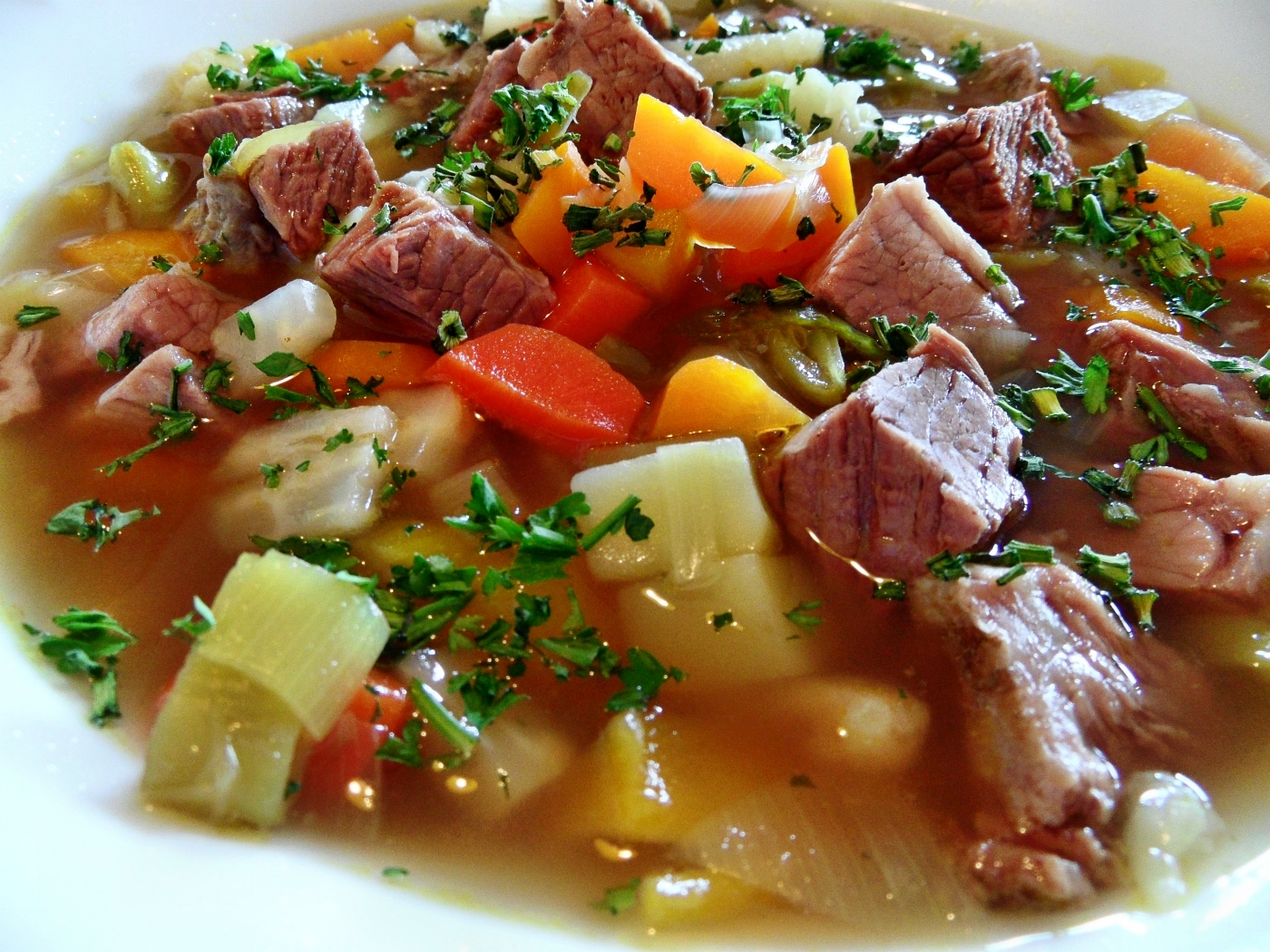
Pichelsteiner. Alemania

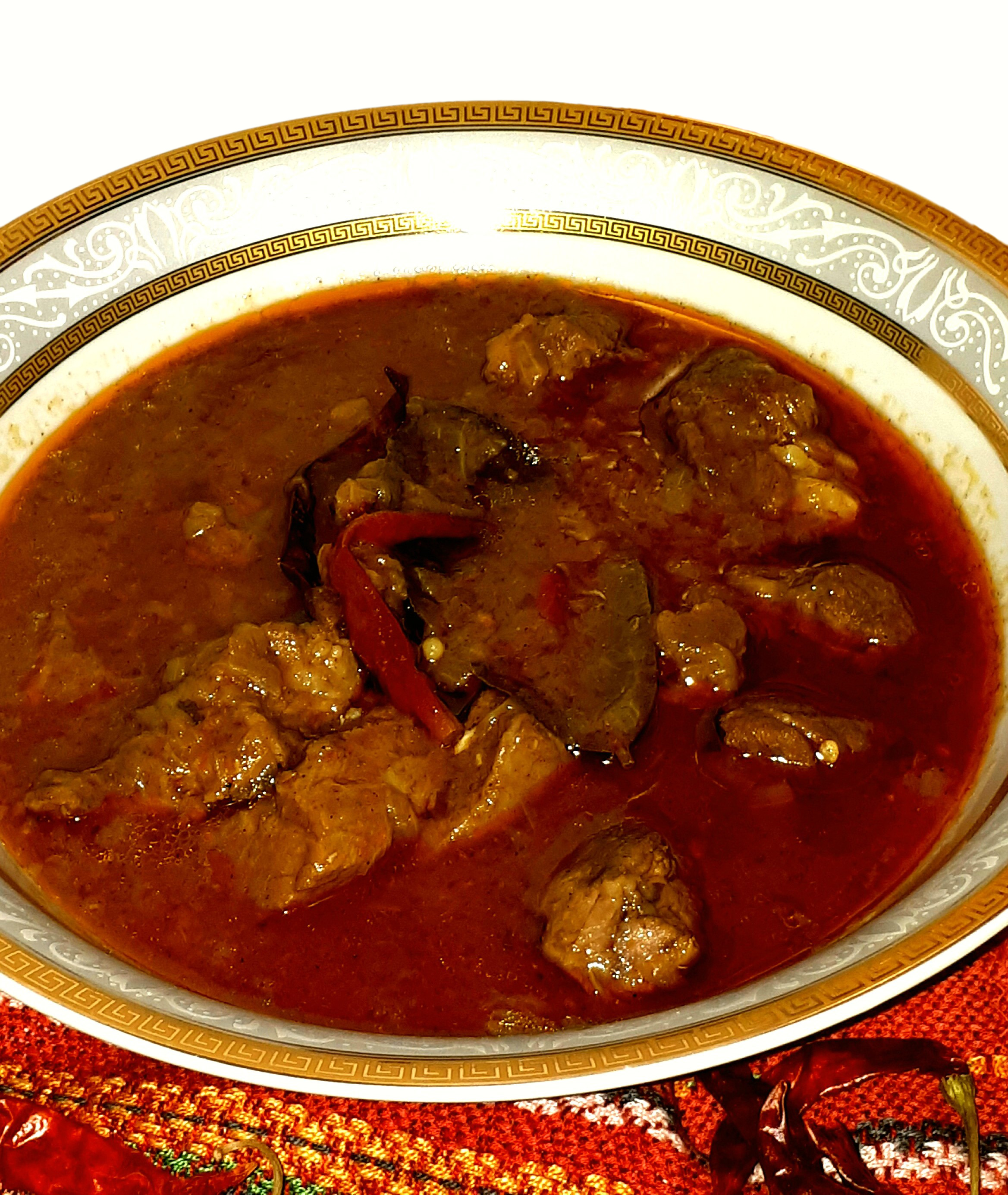
Yahni de ternera. Rusia.

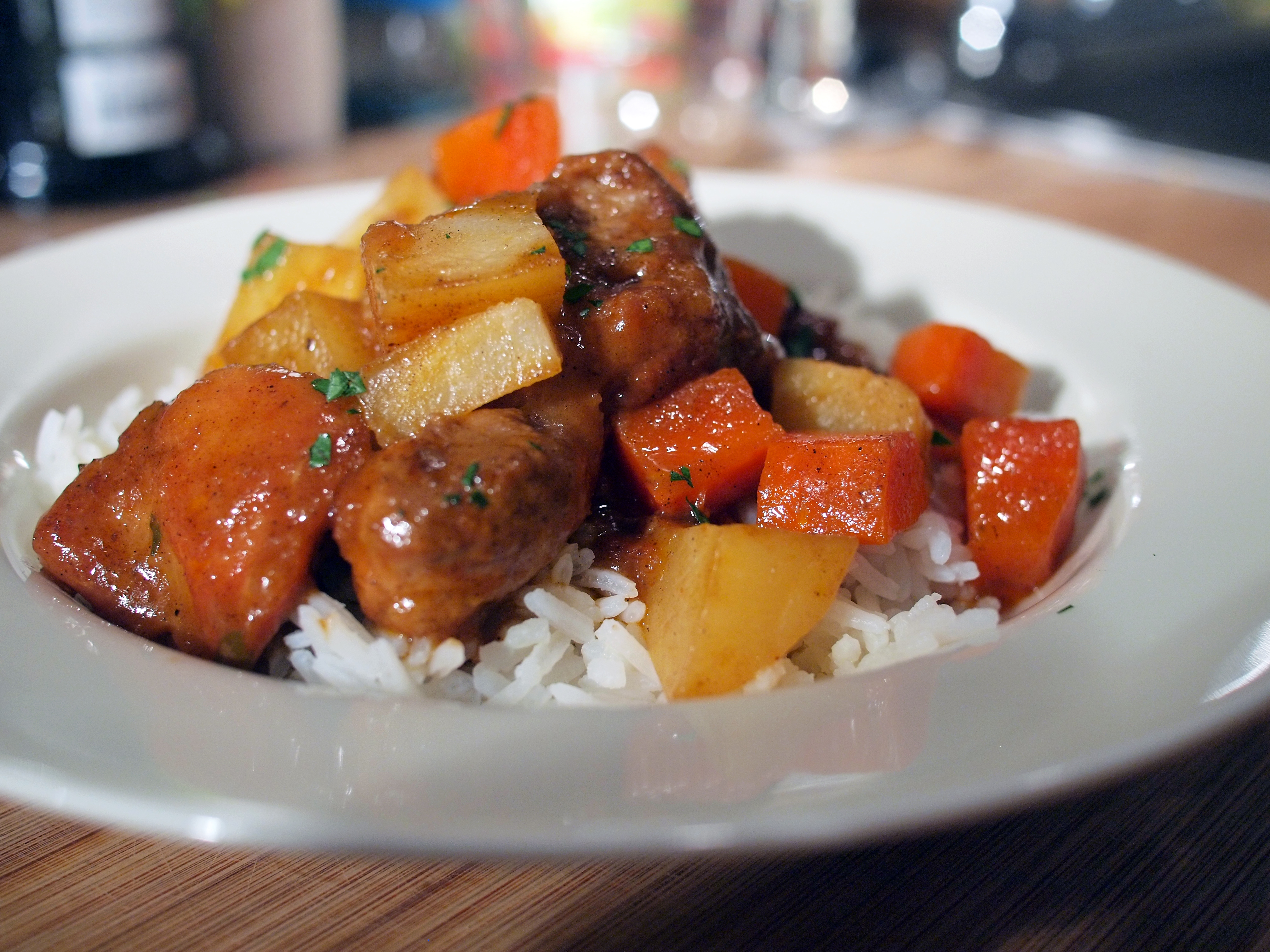
Un guiso de cerdo (ragoût de porc).

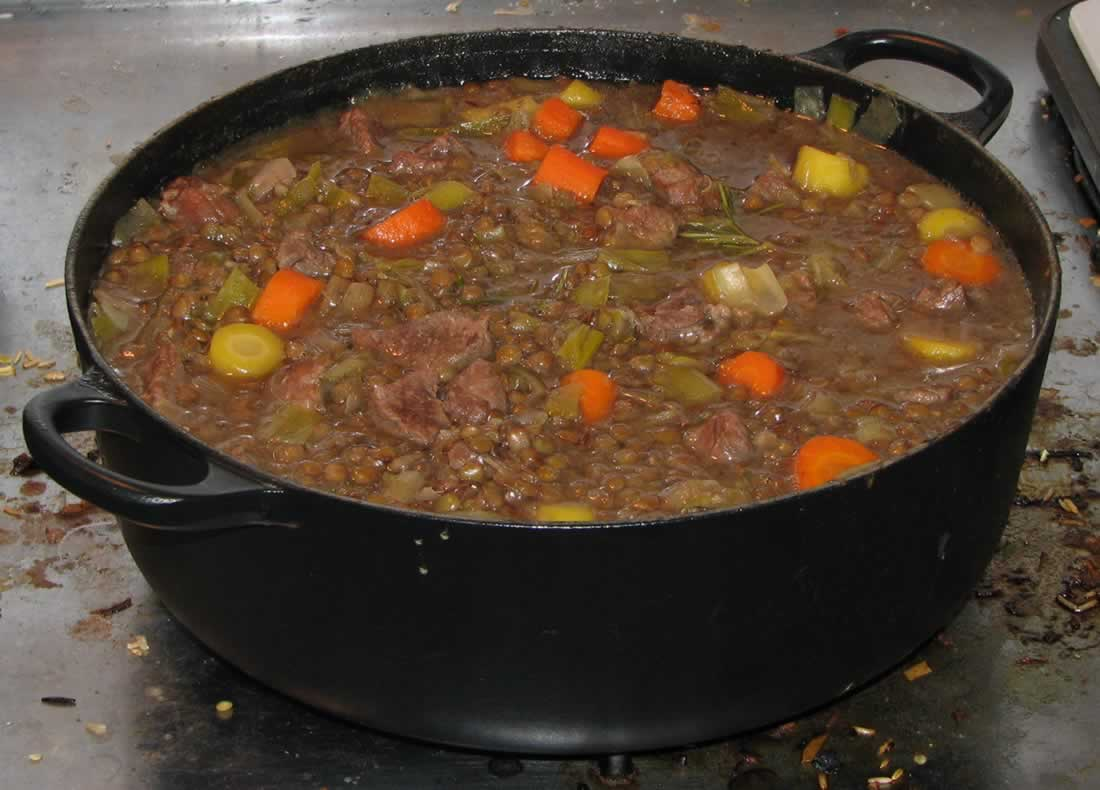
Estofado de cordero.

- Baeckeoffe, un guiso de papas de Alsacia
- Beef bourguignon, plato francés de carne de vacuno guisada en vino tinto de Borgoña
- Bigos, un guiso tradicional de la cocina polaca
- Birria, un guiso tradicional de México
- Bo Kho (vietnamita: bò kho), un guiso de carne de vacuno con ricos condimentos, servido con pan, fideos o arroz normal de Vietnam
- Bollito misto, que consiste en carne de vaca o ternera y cerdo cocinada a fuego lento en un aromático caldo de verduras, de Italia
- Booyah, un guiso de carne americano
- Bosnian Pot, un guiso con carne de vaca o cordero que es un plato nacional en Bosnia y Herzegovina
- Bullabesa, un guiso de pescado de la Provenza francesa
- Brongkos, un guiso javanés picante de carne con granos de Indonesia, hecho con Pangium edule, leche de coco y varias especias
- Brunswick stew, de Virginia y las Carolinas
- Burgoo, guiso de Kentucky[6]
- Brudet, guiso de pescado de las regiones de Dalmacia, conocido en Grecia como bourdeto
- Caldeirada, guiso de pescado de Portugal
- Carbonade flamande (Stoofvlees), guiso tradicional belga de carne de vacuno y cebolla elaborado con cerveza belga [7]
- Cawl, guiso galés
- Chakapuli, un guiso georgiano hecho con chuletas de cordero, hojas de cilantro y estragón y vino blanco seco [8]
- Chanakhi, guiso georgiano de cordero con tomates, berenjenas, papas, verduras y ajo
- Charquicán, plato típico de los Andes
- Chanko, plato japonés aromatizado con salsa de soya o miso: El chankonabe lo comen tradicionalmente los luchadores de sumo
- Guiso de pollo, pollo entero y condimentos
- Chicken paprikash, guiso de pollo con pimentón
- Chili con carne, guiso de carne y chile originario de Texas
- Chilorio, guiso de carne de cerdo originario de Sinaloa, México
- Chili de Cincinnati, desarrollado por los inmigrantes macedonios de Grecia en el área de Cincinnati
- Cholent, plato judío de cocción lenta
- Çorba (también deletreado "Shorba"), un plato tipo sopa que se encuentra en varias cocinas del norte de África, Oriente Medio, Asia Central, Asia del Sur y Europa
- Cochinita pibil, un guiso de cerdo de color naranja de la península de Yucatán, México
- Cocido, guiso tradicional español y portugués con muchas variantes (madrileño, gallego, montañés, lebaniego, a la portuguesa, etc.)
- Cotriade, un guiso de pescado de la Bretaña
- Guiso de nata, un guiso blanco japonés yōshoku
- Crow stew (Estofado de cuervo), guiso a base de crema agria elaborado con carne de cuervo, popular en Estados Unidos durante la Gran Depresión
- Daal, el guiso de legumbres indio que tiene muchas variedades, un alimento básico en toda Asia
- Dalma, plato tradicional de Orrisha, India, que contiene legumbres con verduras
- Daube, guiso francés hecho con carne de vacuno cortada en cubos y cocida en vino, verduras, ajo y hierbas
- Dinuguan, guiso de sangre de cerdo de Filipinas
- Eintopf, (una olla) la palabra alemana para un guiso: en Alemania se conocen muchas recetas regionales diferentes de Eintopf; por ejemplo, la zona de Kassel tiene un tipo llamado Lumben un Fleeh en el dialecto local (alemán estándar: Lumpen und Flöhe - trapos y pulgas), que es bastante similar al guiso irlandés. Hay guisos alemanes más espesos, como el Hasenpfeffer o el Labskaus, que no suelen considerarse un Eintopf, aunque la diferencia técnica es menor (mayor tiempo de cocción y menos verduras)
- Ewedu, guiso de verduras de Nigeria
- Fabada asturiana, guiso asturiano de alubias o frijoles y carne
- Feijoada, guiso de alubias brasileño o portugués
- Fårikål, guiso tradicional noruego con cordero o carnero y col blanca
- Főzelék, plato húngaro de verduras gruesas
- Gaisburger Marsch, plato alemán de carne de vacuno guisada servida con Spätzle y patatas
- Gheimeh, guiso iraní con cubos de cordero y guisantes amarillos
- Qormeh sabzi, un guiso iraní con hierbas verdes, limas secas, frijoles y carne de oveja
- Goulash, guiso húngaro de carne con pimentón
- Gumbo, plato criollo de Luisiana
- Hachee, un guiso holandés con vino o vinagre
- Haleem, guiso indio-pakistaní de lentejas y carne
- Hasenpfeffer, un guiso de conejo ácido y marinado de Alemania
- Arroz Hayashi, un plato japonés de carne de vacuno, cebollas y champiñones en vino tinto y salsa demi-glace, servido con arroz
- Estofado irlandés, (Irish stew) hecho con cordero o carnero, patata, cebolla y perejil
- Ishtu, curry de Kerala (India) a base de pollo o cordero, patata y leche de coco[9]
- Estofado de Istria o yota, o jota, un plato popular en la Istria croata y eslovena y en el noreste de Italia
- I-tal Stew, plato vegano rastafari a base de hortalizas de raíz y especias principalmente caribeñas
- Jjigae, una variedad de guisos coreanos
- Joresht, variedad de guisos persas, a menudo preparados con azafrán
- Kalops, un guiso tradicional sueco de carne de vacuno, con cebollas y zanahorias, servido con papas y remolachas en escabeche
- Kare-kare, estofado de ternera o rabo de buey y verduras en salsa de cacahuetes o maníes, de Filipinas
- Karelian hot pot, de la región de Carelia, en el este de Finlandia
- Kharcho o Jarcho es una sopa tradicional georgiana que contiene carne de vacuno, arroz, puré de ciruelas y nueces picadas
- Khash o  Jash, plato tradicional armenio/azerbaiyano a base de patas de cerdo o vaca.[10]
- Kokkinisto, guiso griego con carne roja, en una passata de tomate con chalotas, canela y otras especias
- Kuurdak, un tipo de guiso de Asia Central
- Labskaus, guiso noruego con carne de vacuno, patata, cebolla y zanahoria
- Lancashire hotpot, un guiso inglés
- Letscho, un guiso de verduras con pimiento y tomate como ingredientes principales.
- Linseneintopf ("guiso de lentejas") alemán
- Lobby, un guiso de Staffordshire, Inglaterra
- Locro, un guiso (principalmente en la región de los Andes)
- Machanka, un guiso de cerdo de Bielorrusia y Ucrania
- Matelote, un guiso de pescado francés hecho con pescado de agua dulce, caldo de pescado y vino
- Marmita de bonito, plato de varias regiones de España a base de bonito (Thunnus alalunga)
- Mechado, guiso de carne filipino
- Moppelkotze
- Moqueca, guiso brasileño cuyo ingrediente principal es el pescado (u otros mariscos)
- Mućkalica, guiso serbio
- Nihari, un guiso de carne paquistaní que se hace de un día para otro y se sirve en el desayuno
- Nikujyaga, guiso japonés de carne y papas
- Oil down, plato nacional de Granada, a base de fruta del pan, carne salada, pollo, albóndigas, Calalú, leche de coco y especias
- Olla podrida, guiso español de judías o frijoles rojos
- Pašticada, guiso croata de la región de Dalmacia
- Peperonata, guiso italiano a base de pimientos
- Pepposo, guiso de carne toscano
- Pescado Blanco, un guiso de pescado blanco de Pátzcuaro, Michoacán, México

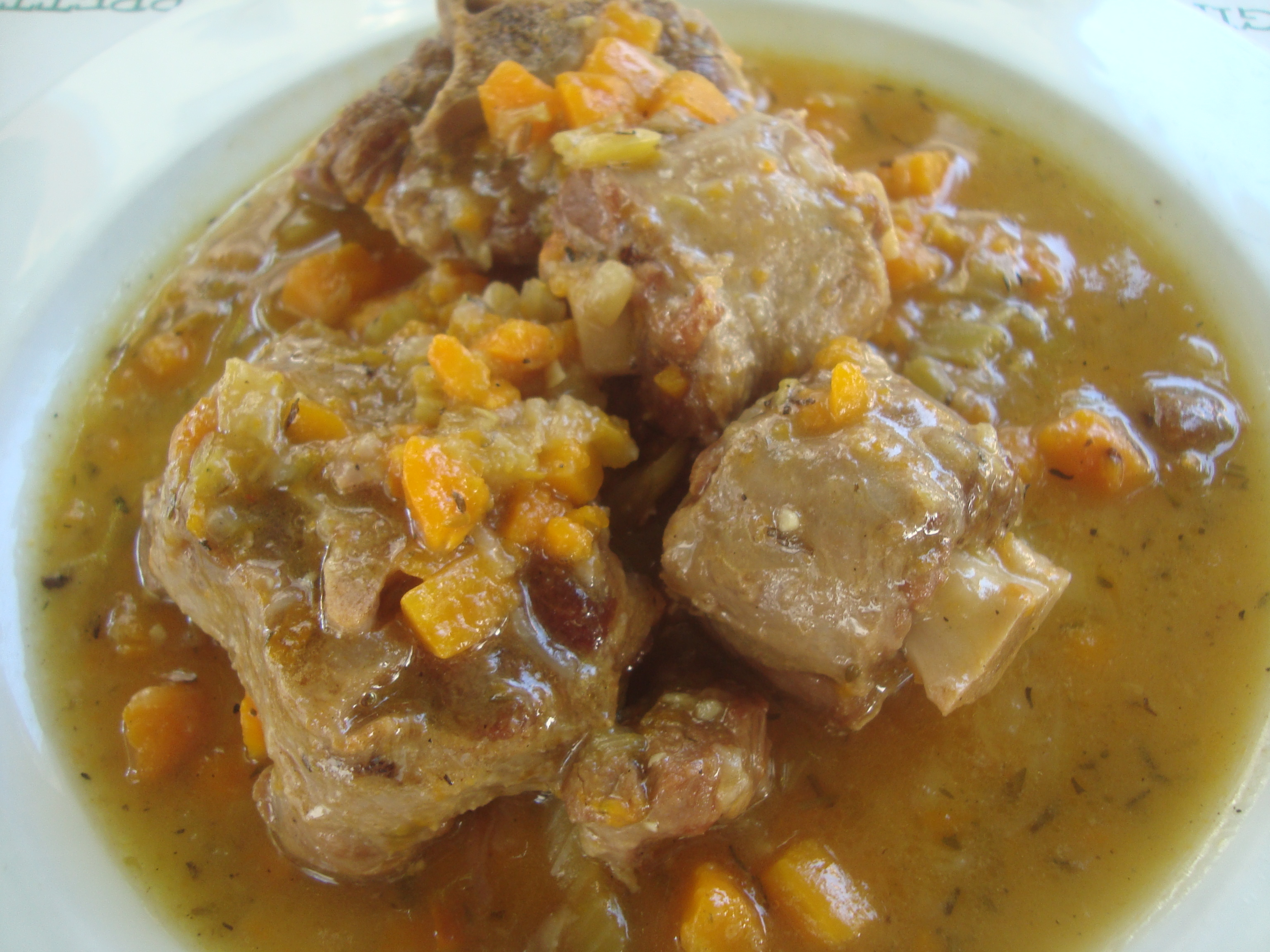
Rabo de ternera estofado. España.

- Pichelsteiner, un guiso tradicional alemán
- Pörkölt, un guiso de carne húngaro parecido al goulash, aromatizado con pimentón
- Potjiekos, guiso sudafricano
- Pot-au-feu, un sencillo guiso de carne francés
- Pozole, guiso o sopa mexicana
- Puchero, un guiso de Andalucía, España, también común en Sudamérica y Filipinas
- Pulusu, es un guiso de Andhra Pradesh (India) que suele ser agrio y se cocina con pasta de tamarindo
- Ratatouille, un guiso de verduras francés
- Ragoût de porc, un guiso de cerdo francés
- Sambhar, un guiso de verduras espeso, del sur de la India
- Sancocho, un guiso del Caribe
- Scouse, un guiso comúnmente consumido por los marineros de todo el norte de Europa, popular en puertos marítimos como Liverpool
- Semur, un guiso típico de Indonesia con carne de vacuno o pollo, papas, zanahorias, varias especias y kecap manis (salsa de soja dulce) de Indonesia
- Steckrübeneintopf (a base de colinabo)
- Slumgullion, un guiso acuoso de carne y verduras
- Tayín, un guiso marroquí, llamado así por la olla cónica en la que tradicionalmente se cocina o sirve
- Ternera Strogonoff, un guiso con carne de vacuno de Rusia
- Tocană, guiso rumano preparado con tomate, ajo y pimentón dulce
- Tharid, guiso árabe tradicional de pan en caldo
- Waterzooi, un guiso belga
- Yahni, un guiso griego (γιαχνί), turco y persa

## Estofado perpetuo
Existe un tipo de estofado denominado perpetuo ya que se prepara en una cacerola la cual nunca se vacía por completo, siempre queda al menos alguno de los ingredientes usados para el estofado original. Si se prepara adecuadamente, este tipo de estofado puede llegar a durar varias décadas, como el que prepara un restaurante tailandés de Bangkok y que lleva casi 50 años sirviéndose.

## Aspectos históricos

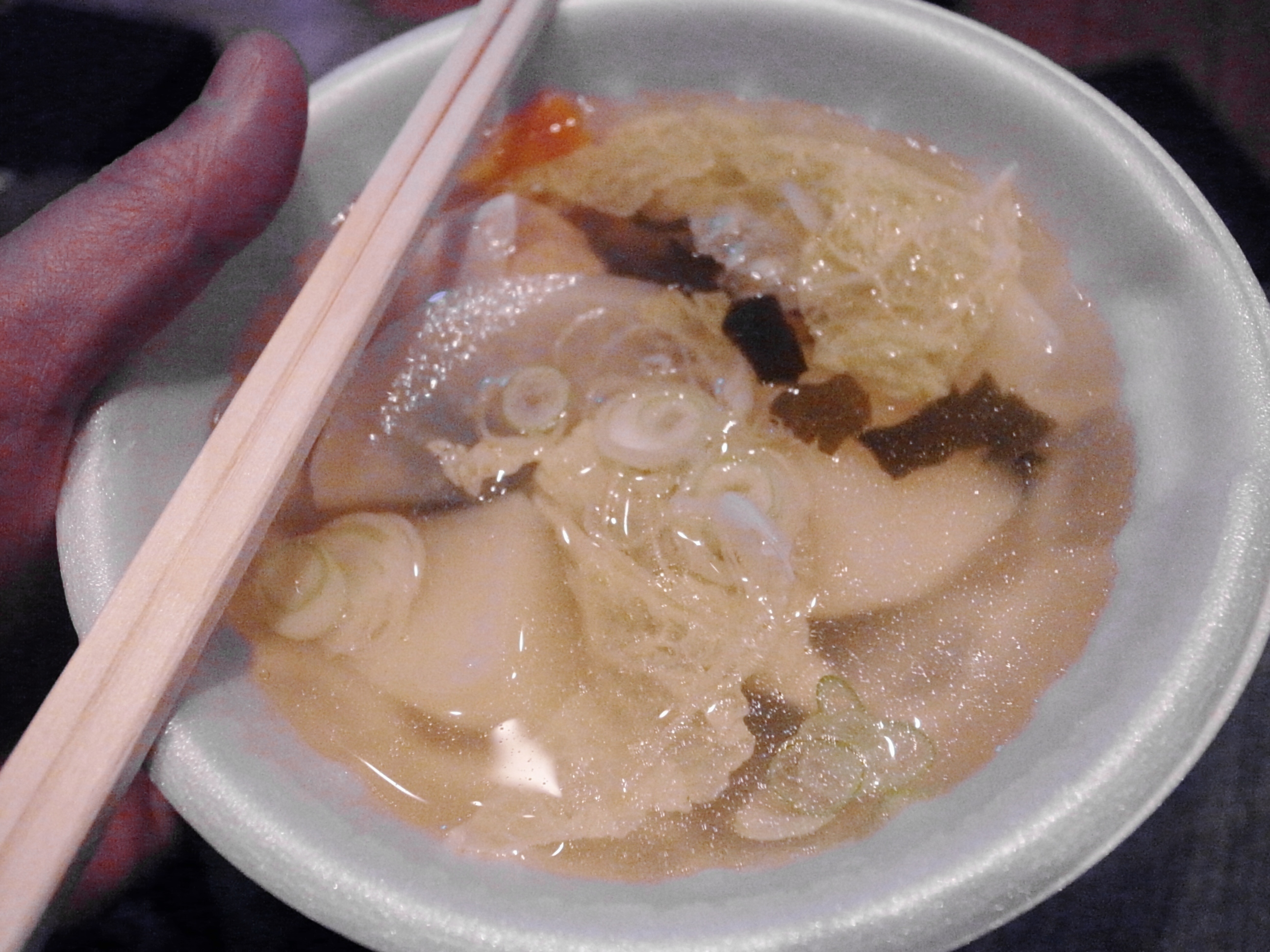
Ohaw, estofado de pescado y verduras ainu del norte de Japón.

Los estofados se han preparado desde la antigüedad. La evidencia más antigua conocida de estofado se encontró en Japón, y data del período Jōmon.
Las tribus amazónicas usaban caparazones de tortugas como recipientes, para hervir las entrañas de la tortuga y otros ingredientes.
Hay recetas de estofados de cordero y de pescado en el libro de cocina De re coquinaria del romano Marco Gavio Apicio, que se cree que data del siglo IV d. C. El Viandier, uno de los libros de cocina más antiguos en francés, escrito a principios del siglo XIV por el chef francés Guillaume Tirel, contiene ragús o estofados de varios tipos.
La primera referencia escrita al 'estofado irlandés' (irish stew) se encuentra en "The Devil's Drive" (1814) de Lord Byron: "El diablo... cenó... un rebelde o algo así en un estofado irlandés".